# Цада (Кипр)
Цада — населённый пункт в Республике Кипр. Сообщество построено на средней высоте 615 метров и получает среднее количество осадков 610 мм. Сообщество находится примерно в 10 км от города Пафос. Из-за своей высоты Цада имеет мягкий климат. Сообщество состоит из около 1000 жителей. Цада граничит на северо-востоке с деревнями Каллепия (3,5 км) в Летимбу (6 км) и Полеми (8 км). Юг соединен с деревней Арму (6 км). Юго-запад ассоциируется с монастырем Тала и Агиос Неофитос.